# Böhmerwald
Der Böhmerwald, tschechisch Šumava (anhörenⓘ) ist ein Mittelgebirge in Deutschland, Tschechien und Österreich. Über den 120 Kilometer langen Gebirgskamm verläuft die Staatsgrenze zwischen Tschechien und Deutschland sowie Österreich. Der Böhmerwald ist nach dem Riesengebirge (1603 m) und dem Altvatergebirge (1491 m) das dritthöchste Rumpfgebirge der Böhmischen Masse. Der höchste Berg des Böhmerwaldes ist mit 1456 m der Große Arber.
Der Asteroid des mittleren Hauptgürtels (2403) Šumava wurde nach dem Gebirge benannt.

## Geografie

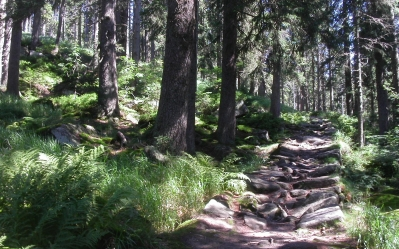
Böhmerwald

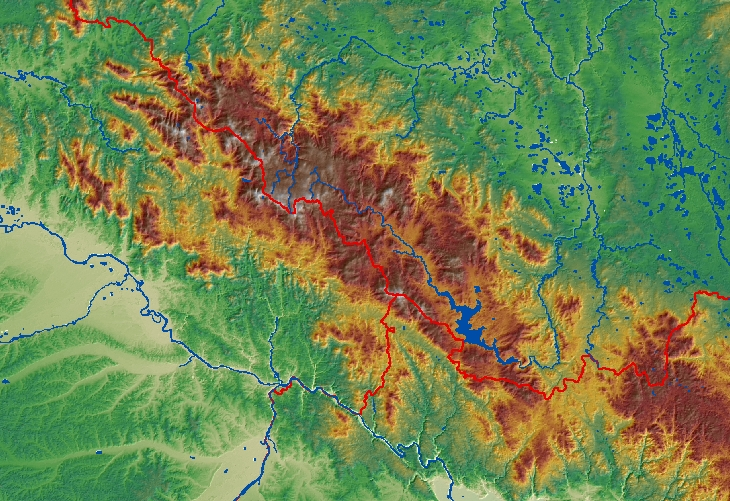
Topografie des Böhmerwaldes (im Dreiländereck von Deutschland, Tschechien und Österreich. Der blaue Fleck ist der Moldaustausee)

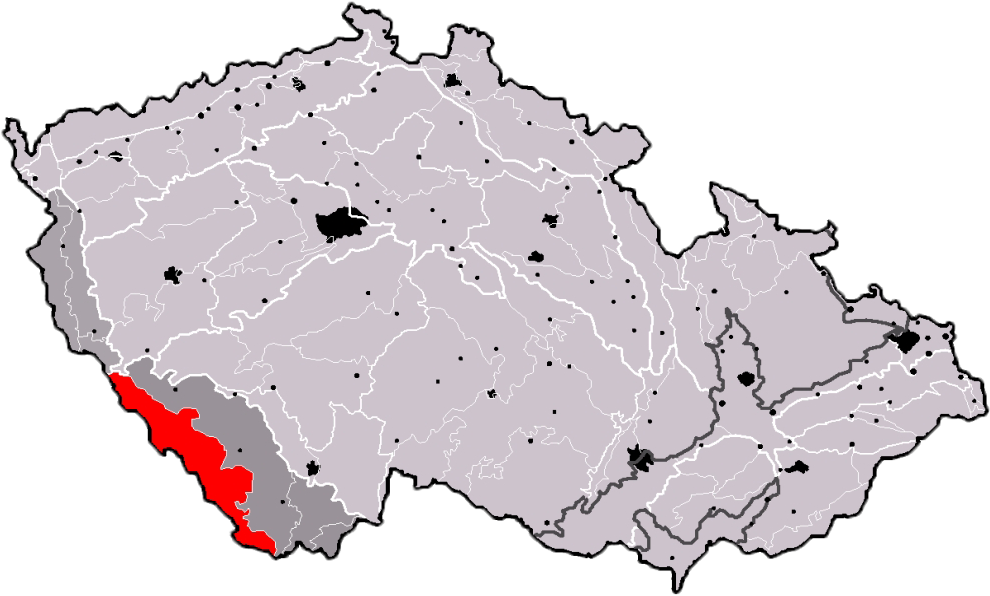
Der tschechische Teil des Böhmerwaldes innerhalb der Geomorphologischen Einteilung Tschechiens

Der Böhmerwald erstreckt sich von der Cham-Further Senke, Neumarker Senke, Neumarker Pass und Neugedeiner Furche, die ihn vom nordwestlich anschließenden Böhmischen oder Oberpfälzer Wald (Tschechisch: Český les – Böhmischer Wald) trennen, von Nordwesten nach Südosten bis zum Kerschbaumer Sattel, nach anderer Definition bis zum Hohenfurther Sattel. Das Gebirge bildet einen Abschnitt der großen europäischen Wasserscheide Atlantik–Schwarzes Meer und entwässert zur Donau und Moldau.
Obwohl es sich beim Böhmerwald geologisch gesehen um ein einziges Gebirge handelt, wird er seit Beginn des 20. Jahrhunderts nach den politischen Grenzen unterteilt. Je nach regionaler Lage oder Kontext werden mit dem Ausdruck „Böhmerwald“ das ganze Gebirge oder nur Teile davon bezeichnet:
- Böhmerwald (Šumava, die Rauschende bzw. von altslawisch für Wald) auf tschechischer Seite
- Bayerischer Wald im östlichen Bayern
- Böhmerwald im nordwestlichen Mühlviertel Oberösterreichs.

Ursprünglich wurde auch der Oberpfälzer Wald / Böhmischer Wald in Bayern und Tschechien noch zum Böhmerwald gezählt.
Die Bezeichnungen Bayerischer Wald und Böhmerwald werden uneindeutig verwendet und waren zeitlichen Veränderungen unterworfen. Die Hauptkette der Region nennt man hoher Böhmerwald. Der Große Arber auf bayerischer Seite ist mit seinen 1456 Metern der höchste Punkt dieses Mittelgebirges. In Tschechien und Österreich ist der auf der Grenze liegende Plöckenstein/Plechý mit 1378 m der höchste Berg. Daneben gibt es auch den Bayerischen Plöckenstein (1365 m). Der Vordere Bayerische Wald wird nicht zum Böhmerwald gezählt, sondern als der (eigentliche) Bayerische Wald dem Böhmerwald gegenübergestellt; wird (wie umgangssprachlich häufig) der Böhmerwald zum Bayerischen Wald gezählt, so nur der Teil, der in Bayern liegt.

## Name
Strabon und Ptolemäus nennen den Böhmerwald Gabreta Silva. Dieser Name geht auf keltisch *gabros „[Stein-]Bock“ zurück. Den ersten überlieferten deutschen Namen „Nordwald“ hat das Waldgebirge von der bayerischen Seite aus erhalten: als Wald im Norden des Herzogtums Bayern. Frühe Erwähnungen finden sich in Urkunden von Ludwig dem Deutschen 853 und Heinrich II. im Jahr 1010. In letzterer vermacht der Kaiser dem Kloster Niedernburg in Passau einen Teil des „Nordwaldes“. Später setzte sich die Bezeichnung „Böhmerwald“ für das ganze Waldgebiet „gegen Böhmen“ durch. Urkundlich erwähnt wurde z. B. 1147 Behaimer walt und 1204 der Boemerwalt. Seit dem 19. Jahrhundert unterteilte man die Landschaft in kleinere Einheiten, die sich – vor allem in Bayern – im Wesentlichen an den politischen Grenzen orientierten (Oberpfälzer Wald, Bayerischer Wald).

## Rodung und Besiedlung
Im Zuge des Landes- und Städteausbaus vom 12. bis zum 14. Jahrhundert wurden besonders die waldreichen Randgebiete Böhmens gerodet und besiedelt. Im Böhmerwald waren daran vor allem deutschsprachige Siedler aus den angrenzenden bayerischen Gebieten beteiligt. Seit dieser Zeit galt Böhmen als zweisprachiges Land. Wichtig für die Erschließung des Böhmerwaldes waren die Verbindungswege zwischen Bayern und Böhmen, wie z. B. der Handelsweg „Goldener Steig“. Im Laufe der Jahrhunderte drangen neue Siedlungen immer weiter in den Urwald vor. Sehr viele Dörfer gehen auf Glashüttenstandorte des 18. Jahrhunderts zurück und haben oft auf „...hütte“ endende Namen. Zu den spätesten Gründungen gehört z. B. Eleonorenhain/Lenora, das als Glashüttenort erst 1834 entstand.
Die Vertreibung der deutschsprachigen Bevölkerung nach 1945 bedeutete eine einschneidende Veränderung der Siedlungsstrukturen. Viele kleinere Siedlungen wurden entvölkert. Heute sind davon oft nur sogenannte „Wüstungen“ übrig geblieben. Mancherorts, wie z. B. in Lučina, haben nach 2010 interessierte tschechische und deutsche Heimatforscher und Hobby-Archäologen damit begonnen, die Wüstungen auszugraben.

## Wirtschaftliche Nutzung und Naturschutz
Von wirtschaftlicher Bedeutung war in diesem Gebiet seit dem Mittelalter die Glasherstellung. Im 14. Jahrhundert bildete sich in Südböhmen, Böhmerwald, Bayrischer Wald, Mühlviertel und Waldviertel eine Waldglas-Hüttenlandschaft. Da der Motor dieser Entwicklung in Böhmen lag, wird für die Glaserzeugung der Terminus „böhmisches Glas“ für den gesamten Bereich der aufgezählten Gebiete verwendet. Nach der Einführung des Kreideglases (Kristallglas) kurz vor 1700 erlebte die Glaserzeugung Böhmens einen rasanten Aufschwung. In der Folge konnte Böhmen die Vorherrschaft des venezianischen Glases aus Murano brechen und selbst die Marktführerschaft im weltweiten Glasgeschäft für fast 200 Jahre übernehmen (selbst die heutzutage berühmten schwedischen Glashütten in Småland
besorgten sich ihre ersten Glasbläserfamilien hier).
So gab es in der Gegend des Böhmerwaldes einige namhafte Glashersteller, die die Produktion der anderen Böhmerwälder Hütten beeinflusst haben. Im 17. und 18. Jahrhundert waren das die Michlhütte in Helmbach (Michlová Huť) bei Winterberg/Vimperk und die Gratzener Hütte in Gratzen/Nové Hrady. Im 19. und 20. Jahrhundert waren die bekanntesten Firmen: Lötz in Klostermühle bei Unterreichenstein, Kralik in Eleonorenhain/Lenora und Meyr’s Neffe in Adolf bei Winterberg/Vimperk. Sie waren vor allem als Produzenten von Jugendstilglas führend. Bedeutende Hersteller von Spiegelglas waren die Hütten in Neu Hurkenthal und Elisenthal bei Markt Eisenstein/Železná Ruda.
Große Bedeutung für die Holzbringung hatten der Schwarzenbergsche Schwemmkanal / Schwarzenberský plavební kanál sowie der Chinitz-Tettauer Schwemmkanal / Vchynicko-Tetovský plavební kanál.
Die Drei-Länder-Region Böhmerwald hat sich zu einer gemeinsamen Europaregion (Euregio Bayerischer Wald – Böhmerwald) zusammengeschlossen und befasst sich seit 1994 mit grenzüberschreitender Zusammenarbeit. Das Gebiet umfasst eine Fläche von ca. 16.000 km², auf der ca. 1,3 Millionen Einwohner leben.
Große Teile des tschechischen Teiles wurden zum Nationalpark Šumava erklärt. Im Böhmerwald leben heute wieder Luchse.
Tschechien hat eine Fläche von 1.719,25 km² im Böhmerwald zudem auch als Flora-Fauna-Habitat-Gebiet Šumava (EEA-Code CZ0314024) sowie eine kleinere Fläche von 974,79 km² unter gleichem Namen als europäisches Vogelschutzgebiet (EEA-Code CZ0311041) gemeldet. Somit ist der Böhmerwald Teil des europäischen Schutzgebietsnetzes Natura 2000. Beide Gebiete sind flächenmäßig die größten ihrer Art in der Tschechischen Republik.

## Der Böhmerwald als Grenzgebirge
Im Bereich des Böhmerwalds entwickelte sich die Landesgrenze zwischen den heutigen Staaten Deutschland und Tschechien vergleichsweise spät von einem relativ breiten „Grenzsaum“ zu einer „Grenzlinie“. Im zunächst weitgehend unbesiedelten und wirtschaftlich nicht genutzten Waldgebiet war eine genaue Grenzziehung nicht notwendig. Bis ins 16. Jh. gab es daher nur an wenigen Orten eine geschlossene lineare Grenze zwischen dem Königreich Böhmen und dem Herzogtum Bayern.
Durch die von bayerischer und böhmischer Seite aus weiter in den Wald vordringende Siedlung kam man sich im 16. Jahrhundert immer häufiger ins Gehege, was eine genaue Fixierung der Grenze notwendig machte. Ab 1551 erscheinen in den Quellen Grenzstreitigkeiten im Gebiet von Waldmünchen bis um den Berg Arber. In diesem Zusammenhang entstand 1514 mit dem so genannten „Grenzvisier“, eine erste kartographische Darstellung des Grenzverlaufs zwischen Furth im Wald und dem Arber. Die ältesten Grenzmarkierungen waren die so genannten „Pletzen“, meist kreuzförmige Einkerbungen an Bäumen. Im Bereich des heutigen Landkreises Regen gab es 1569 eine „erste amtliche Grenzbegehung“. Erst 1637 setzte man den ersten Grenzstein an der Grenzbrücke des Saumwegs von Zwiesel nach Böhmen.
Im Zuge des Spanischen Erbfolgekriegs (1701–1714) besetzten österreichische Truppen Bayern. 1708 schloss Kaiser Joseph I. einige bayerische Grenzgebiete, wie etwa bei Waldmünchen oder das Eisensteiner Tal, an Böhmen an. Mit einem bayerisch-österreichischen Vertrag vom 3. März 1764 wurde die Grenze neu festgelegt. Dabei fiel z. B. die Hofmark Eisenstein zur Hälfte an Bayern zurück; das heutige Bayerisch Eisenstein. Bis zum Ende des Heiligen Römischen Reiches Deutscher Nation (1806) besaß die Grenze nicht die Qualität einer Nationalstaatsgrenze. Im so genannten „Fraischbezirk“ um Neualbenreuth zwischen Eger (Cheb) und Waldsassen wechselten seit 1591 jährlich die landeshoheitlichen Rechte zwischen der Oberpfalz bzw. Bayern und Böhmen. Diese Regelung galt bis 1846, als das Gebiet zwischen Bayern und Böhmen aufgeteilt wurde. Von 1820 bis 1846 erarbeitete eine Grenzkommission einen neuen Grenzvertrag, den Bayern und Österreich 1862 schlossen.
Der Böhmerwald war seit dem Einsetzen der Deutsche Ostsiedlung überwiegend von deutschsprachigen Menschen besiedelt. Die in den letzten Jahrzehnten der k. u. k.-Monarchie bestehenden Bezirke orientierten sich in diesem Teil Böhmens nicht an der Sprachgrenze und waren daher meist gemischtsprachig: Die westlichen Teile der Bezirke Klattau, Schüttenhofen, Prachatitz und Krumau zählten zum deutschsprachigen Böhmerwaldgebiet, während die östlichen Teile im tschechischsprachigen Innerböhmen lagen. Der südlichste Bezirk, Kaplitz, war dagegen fast rein deutschsprachig.
Am Ende des Ersten Weltkriegs beanspruchte die Regierung des neu gegründeten Staates Deutschösterreich die deutschsprachigen Gebiete Böhmens. Der Böhmerwaldgau mit 3.280 km² und 183.000 Einwohnern sollte an Oberösterreich angeschlossen werden. Die Pariser Vorortverträgen berücksichtigten diese Forderung nicht. So blieb der Böhmerwald ein Bestandteil Böhmens und wurde im Oktober 1918 Ersten Tschechoslowakischen Republik. Nur der in Oberösterreich liegende Teil des Böhmerwaldes verblieb bei Österreich.
Infolge der Angliederung der überwiegend deutschsprachigen Gebiete der Tschechoslowakei an das Deutsche Reich im Jahre 1938 war die Jahrhunderte alte Landesgrenze am Kamm des Gebirges nur noch eine administrative Grenze zwischen verschiedenen deutschen Landkreisen. Das angegliederte Gebiet im Böhmerwald wurde in die neuen Landkreise Bergreichenstein, Markt Eisenstein, Prachatitz, Krumau und Kaplitz eingeteilt. Die ersten drei Landkreise wurden Bayern angegliedert, die übrigen beiden gingen an den Reichsgau Oberdonau.
In den letzten Kriegstagen wurde der Böhmerwald im Gegensatz zum größten Teil von Böhmen nicht von sowjetischen, sondern von amerikanischen Truppen besetzt. Die Amerikaner halfen den tschechischen Behörden zwar, Nationalsozialisten und Kollaborateure festzunehmen, bemühten sich aber, größere Exzesse zu verhindern. Die Lebensverhältnisse in den deutschen Städten und Dörfern unterschieden sich während der ersten Wochen kaum von denen im übrigen alliierten Besatzungsgebiet Deutschlands. Mit der Stabilisierung der tschechischen Verwaltung in den deutschen Ortschaften im Laufe des Sommers 1945 und dem gleichzeitig einsetzenden Abzug der amerikanischen Truppen gewannen die administrativen Maßnahmen der Tschechen gegen die deutsche Bevölkerung an Wirksamkeit, es unterblieben aber wilde Austreibungsaktionen, wie sie in den sowjetisch besetzen Gebieten des Sudetenlandes bereits Ende Mai einsetzten. Nach Bekanntwerden der Potsdamer Beschlüsse, als die Vertreibung der Sudetendeutschen zur Gewissheit geworden war, konnten einzelne Bewohner Hausrat und Möbel mit Hilfe der Amerikaner auf Heeresfahrzeugen nach Bayern bringen und das Land somit unter weit besseren Voraussetzungen verlassen als die übrigen Heimatvertriebenen. Nach dem vollständigen Abzug der amerikanischen Truppen Anfang Dezember 1945 unterschied sich das Schicksal der im Böhmerwald lebenden Deutschen dann kaum noch von denen im übrigen tschechoslowakischen Staatsgebiet.
Nach dem Ende des Zweiten Weltkrieges wurden die Grenzen aus der Zeit vor 1938 wiederhergestellt und die deutsche Bevölkerung nahezu vollständig vertrieben. Ab Herbst 1945 waren die Grenzübergänge für Jahre gesperrt. Auf tschechischer Seite wurde als Grenzbefestigungen der Tschechoslowakei im Kalten Krieg zur Bundesrepublik Deutschland und zu Österreich der so genannte „Eiserne Vorhang“ mit elektrischen Sperren und Stacheldraht errichtet. Dabei wurden zahlreiche Ortschaften in Grenznähe geräumt und abgetragen. Erst nach langwierigen Verhandlungen konnte 1964 der Grenzübergang Furth im Wald, 1969 Bayerisch Eisenstein und 1971 Philippsreut geöffnet werden. Nach dem Ende des „Kalten Krieges“ wurden 1990 die Sperranlagen entfernt und die Visumspflicht aufgehoben. 1999/2000 war der Böhmerwald Landschaft des Jahres. Nach dem Beitritt der Tschechischen Republik zur Europäischen Union 2004 entfielen die Grenzkontrollen in Zusammenhang mit dem Schengenraum.

## Kultur
In der Literatur erscheint der Böhmerwald in den Werken von Adalbert Stifter, Joseph Rank, Karel Klostermann, Hans Watzlik, Karl May, Robert Michel, Sepp Skalitzky und Johannes Urzidil. Der Böhmerwald ist auch der Schauplatz von Carl Maria von Webers Oper Der Freischütz.
In Altbayern existiert die Redensart „Älter wie der Böhmerwald“. Damit ist gemeint, dass etwas schon sehr alt ist, das Alter aber nicht genau bestimmt werden kann.

## Sehenswürdigkeiten

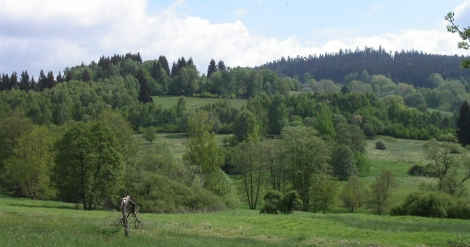
Der Böhmerwald im Frühling

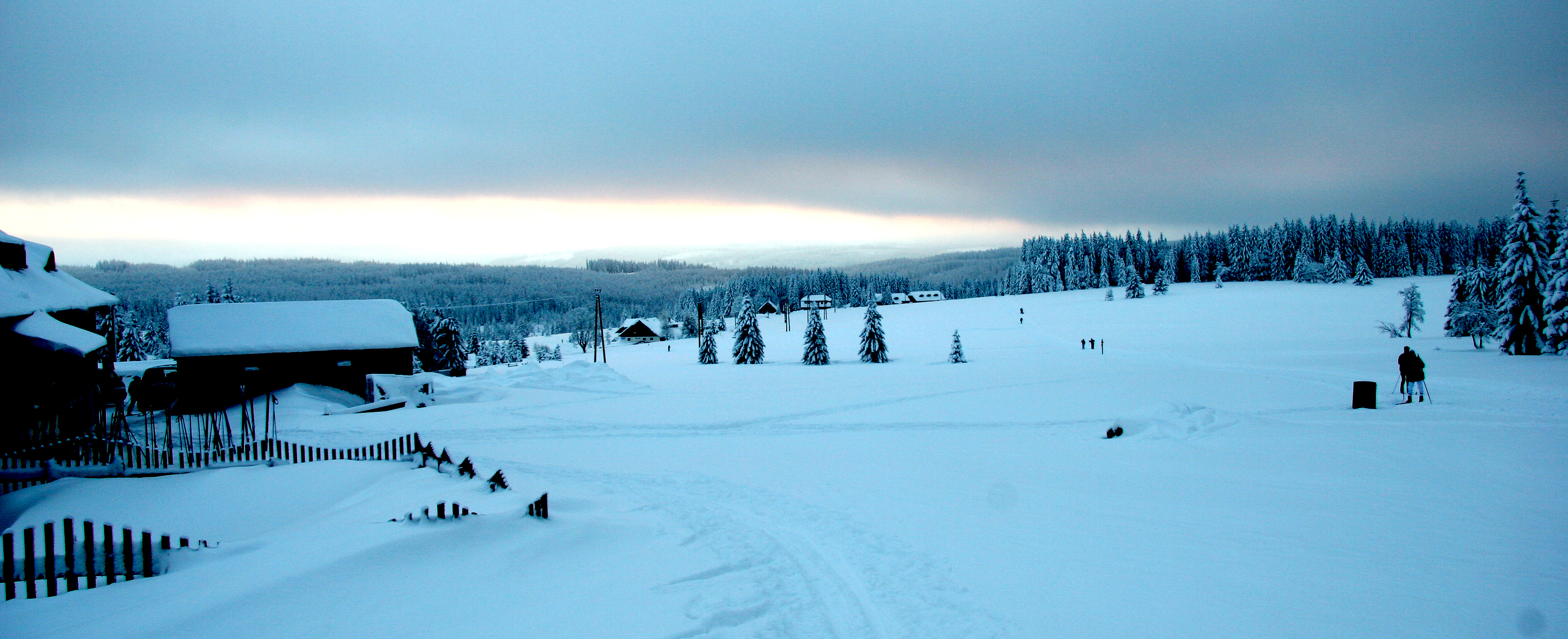
Winterliche Ansicht am Abend

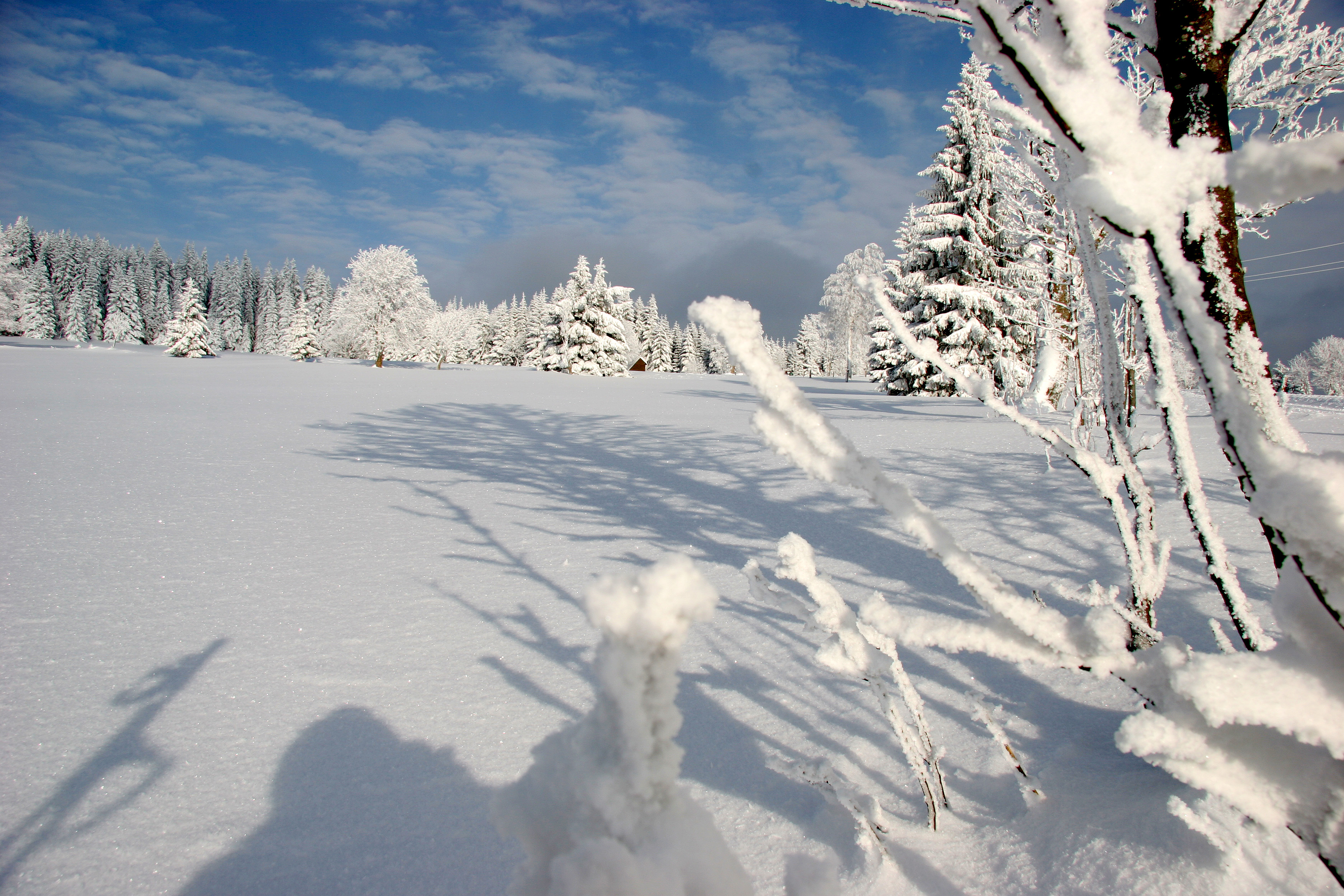
Winterlicher Böhmerwald zu Mittag

- Tal der Widra/Vydra (tschechisch: Povydří) bei Antigl/Dolní Antýgl, gilt als schönstes Flusstal des Böhmerwaldes
- Seefilz/Jezerní slať zwischen Innergefild/Horská Kvilda und Außergefild/Kvilda (Hochmoor) Holzbohlenweg mit Aussichtsturm
- Weitfäller Filz/Modravské slatě bei Mader/Modrava (Hochmoor)
- Schwarzer See/Černé jezero und Teufelssee/Čertovo jezero bei Markt Eisenstein/Železná Ruda
- Kubany-Urwald/Boubínský prales südöstlich von Winterberg/Vimperk
- Pürstling/Březník
- Lackensee/Laka
- Osser/Ostrý, (Aussichtsberg am Rande des Künischen Gebirges/Královský Hvozd)
- Plöckenstein/Plechý und Plöckensteinsee
- Dreisesselberg
- Hirschbergen-Tunnel
- Moldaustausee/Stausee Lipno
- Sankt Maurenzen/Mouřenec, romanische Kirche St. Mauritius hoch über Annathal/Annín (gotische Fresken)
- Gutwasser/Dobrá Voda bei Hartmanitz/Hartmanice: Wallfahrtskirche St. Gunther (gläserner Altar, Brunnenhaus „Gutes Wasser“), Guntherfelsen am Březník mit Einsiedlerkapelle (Aussichtspunkt)
- Karlsburg/Burg Kašperk
- Wallern/Volary: Holzhäuser, Kirche St. Katharina
- Winterberg/Vimperk: Stadtplatz, Schloss mit Museum, Verwaltungssitz des Nationalparks (Goldener Steig)
- Schüttenhofen/Sušice: Altstadthäuser mit Sgraffito-Fassaden, Stadtplatz, Zündholzmuseum, Schutzengelberg-Kirche (Ambitenanlage, Aussichtspunkt)
- Bergreichenstein/Kašperské Hory: Rathaus, Friedhofskirche St. Nikolaus, Böhmerwaldmuseum (bedeutende Glasabteilung), Infozentrum des Nationalparks (Goldener Steig)
- Hartmanitz/Hartmanice: Historische Synagoge
- Burg Welhartitz/Burg Velhartice
- Prachatitz/Prachatice: Altstadt mit Sgraffito-Fassaden, Kirche St. Jakob, Museum (Goldener Steig)
- Hohenfurth/Vyšší Brod: Bedeutendes Kloster
- Rosenberg/Rožmberk nad Vltavou: Ortsbild, Burg
- Oberplan/Horní Planá, Geburtsort von Adalbert Stifter
- Burg Rabí, eine der größten Burgruinen in Tschechien
- Riesenschloss/Obří hrad, vorzeitlicher Burgwall
- Klattau/Klatovy: Altstadt, Stadtplatz, Jesuitenkirche, Marienkirche, Barocke Apotheke, Schwarzer Turm, Weißer Turm
- Krumau/Český Krumlov: Altstadt, Schloss (UNESCO-Welterbe)